# FSV Nürnberg
Der FSV 1883 Nürnberg war ein Sportverein aus der mittelfränkischen Stadt Nürnberg. Die Fußballabteilung spielte zwei Jahre in der damals erstklassigen Gauliga Bayern.

## Geschichte
Der Verein entstand 1921 unter dem Namen Turn- und Sportverein 1883 Nürnberg e. V. (TuSpV 1883 Nürnberg) als Zusammenschluss der Vereine Turnverein Neu-Ley (gegründet 1883), Turn- und Fechtverein Nürnberg (gegründet 1902) und Turnverein Muggenhof (gegründet 1889). Im Zuge der reinlichen Scheidung spaltete sich die Fußballabteilung 1924 vom Turnverein ab und nannte sich FSV 1883 Nürnberg. Erster überregionaler Erfolg war der Aufstieg in die seinerzeit erstklassige Bezirksliga Nordbayern zur Saison 1927/28, wobei der Verein durch den vorletzten Platz direkt wieder abgestiegen ist.
1937 trat der Verein Ballspielclub 1921 Nürnberg auf Grund der Ermangelung eines eigenen Sportplatzes zum FSV Nürnberg über. In der Spielzeit 1938/39 gewann der Verein die Bezirksliga und durfte somit an den Aufstiegsspielen zur Gauliga Bayern teilnehmen. Nach Siegen über den VfL Neustadt/Coburg und den 1. FC Straubing steig Nürnberg in die erstklassige Gauliga auf. Die erste Gauligaspielzeit 1939/40 war eine Nummer zu hoch für den Verein, es gelangen nur zwei Unentschieden und kein Sieg, so dass der Verein abgeschlagen letzter wurde. Da die Gauliga Bayern zur kommenden Spielzeit jedoch vergrößert wurde, gab es in dieser Saison keine Absteiger und Nürnberg durfte eine weitere Saison erstklassig spielen. Die Sportplatzanlage wurde von einem Zirkusunternehmer aufgekauft, so dass der Verein plötzlich keinen eigenen Sportplatz besaß. Aus diesem Grund schloss sich der FSV Nürnberg wieder seinem Stammverein, dem TuSpV 1883 Nürnberg an und spielte unter diesem Namen weiter in der Gauliga. Die Spielzeit 1940/41 begann jedoch genauso desaströs wie die erste Spielzeit, so dass sich der Verein nach acht Spielen mit acht Niederlagen aus der Gauliga in die Bezirksliga zurückzog. Die Bezirksliga wurde im Gegenzug gewonnen, so dass der Verein erneut an Aufstiegsspielen zur Gauliga teilnahm, sich diesmal jedoch Eintracht-Franken Nürnberg geschlagen geben musste.
Nach dem Zweiten Weltkrieg wurde der Verein am 16. November 1945 unter dem Namen Fußballsportverein Gostenhof 1883 Nürnberg e. V. wieder gegründet. Dem Verein gelang in der Spielzeit 1948/99 der Sprung in die zweitklassige Landesliga Bayern. 1950/51 und 1951/52 spielte der Verein nochmals in der, nun drittklassigen, 1. Amateurliga. 1998 erfolgte die Verschmelzung mit dem ESV Nürnberg-West Fürth zur SG Nürnberg Fürth 1883 e. V.

## Bekannte Spieler
- Hans Pöschl
- Robert Ehrlinger

## Bekannte Trainer
- Hans Krauß

## Erfolge
- 2 Spielzeiten in der Gauliga Bayern: 1939/40, 1940/41